# Stålbad
Ett stålbad i egentlig mening är dels en metallurgisk process, men även namnet på en form av hälsobad med tillsats av järnsalter, vilket ansågs stärkande och hälsobringande. 
Stålbad kunde man en gång få vid bland annat Ronneby brunn.
I dag används ordet nästan bara bildligt om en plågsam men renande och härdande behandling. Redan 1827 skriver Esaias Tegnér om den fasta oböjligheten av latinets språkformer som "kan sägas verka stärkande, som ett stålbad, på det unga sinnet". Företag som måste omorganiseras och skära ner på kostnaderna sägs ha stålbad att gå igenom.
Inom ideologier där krig anses renande, härdande och upplyftande för en nation används gärna ordet stålbad i förhärligande syfte. Som tysk soldat i första världskriget ansåg Adolf Hitler att kriget var ett "stålbad", eftersom det "lockade fram människans bästa egenskaper".[källa behövs]